# MTV Video Music Award al miglior video hip-hop
L'MTV Video Music Award al miglior hip-hop (MTV Video Music Award for Best Hip-Hop) è un premio assegnato annualmente a partire dal 1999 nell'ambito degli MTV Video Music Awards.
Il premio, secondo MTV, era originariamente destinato a canzoni ispirate all'hip hop, non necessariamente a veri e propri video musicali hip hop (che venivano invece premiati come Best Rap Video).
Come tutte le altre categorie di genere ai VMA, questa categoria è stata ritirata brevemente nel 2007, quando i VMA furono rinnovati e la maggior parte delle categorie originali furono eliminate. Nel 2008, però, MTV ha ripristinato questo premio, insieme a molti altri che erano stati ritirati nel 2007.
Nel 2017, la parola "Video" è stata rimossa dal nome di tutte le categorie di genere, lasciando a questo premio il nome attuale: Best Hip-Hop.

## Vincitori e candidati

### Anni 1990
- 1999
  - Beastie Boys - Intergalactic
  - Busta Rhymes ft. Janet Jackson - What's It Gonna Be?!
  - Lauryn Hill - Doo Wop (That Thing)
  - TLC - No Scrubs

### Anni 2000
- 2000
  - Sisqó - Thong Song
  - Lauryn Hill - Everything Is Everything
  - Juvenile - Black That Thang Up
  - Limp Bizkit ft. Method Man - N 2 Gether Now
  - Q-Tip - Vivrant Thing
- 2001
  - OutKast - Ms. Jackson
  - The Black Eyed Peas ft. Macy Gray - Request Line
  - City High - What Would You Do?
  - Missy Elliott - Get Ur Freak On
  - Eve ft. Gwen Stefani - Let Me Blow Ya Mind
- 2002
  - Jennifer Lopez ft. Ja Rule - I'm Real (Murder Remix)
  - Busta Rhymes ft. P. Diddy e Pharrell - Pass the Courvoisier, Part II
  - Missy Elliott ft. Ludacris e Trina - One Minute Man
  - Fat Joe ft. Ashanti - What's Luv?
  - Ja Rule ft. Ashanti- Always on Time
  - OutKast ft.Killer Mike - The Whole World
- 2003
  - Missy Elliott - Work It
  - Busta Rhymes ft. Mariah Carey & Flipmode Squad - I Know What You Want
  - Jay-Z ft. Beyoncé - '03 Bonnie & Clyde
  - Nelly - Hot in Herre
  - Snoop Dogg ft. Pharrell Williams & Uncle Charlie Wilson - Beautiful
- 2004
  - OutKast - Hey Ya!
  - The Black Eyed Peas - Hey Mama
  - Chingy ft. Ludacris - Holidae Inn
  - Nelly ft. Diddy & Murphy Lee - Shake Ya Tailfeather
  - Kanye West ft. Syleena Johnson - All Falls Down
- 2005
  - Missy Elliott ft. Ciara & Fatman Scoop - Lose Control
  - Common - Go!
  - Nas ft. Olu Dara - Bridging the Gap
  - Snoop Dogg ft. Pharrell Williams - Drop It like It's Hot
  - Kanye West - Jesus Walks
- 2006
  - The Black Eyed Peas - My Humps
  - Common - Testify
  - Daddy Yankee - Rompe
  - Three 6 Mafia ft. Young Buck, 8Ball & MJG - Stay Fly
  - Kanye West ft. Jamie Foxx - Gold Digger
- 2008
  - Lil Wayne - Lollipop
  - Mary J. Blige - Just Fine
  - Lupe Fiasco - Superstar
  - Flo Rida - Low
  - Kanye West - Homecoming
- 2009
  - Eminem - We Made You
  - Flo Rida ft. Kesha - Right Round
  - Jay-Z - D.O.A. (Death of Auto-Tune)
  - Asher Roth - I Love College
  - Kanye West - Love Lockdown

### Anni 2010
- 2010
  - Eminem - Not Afraid

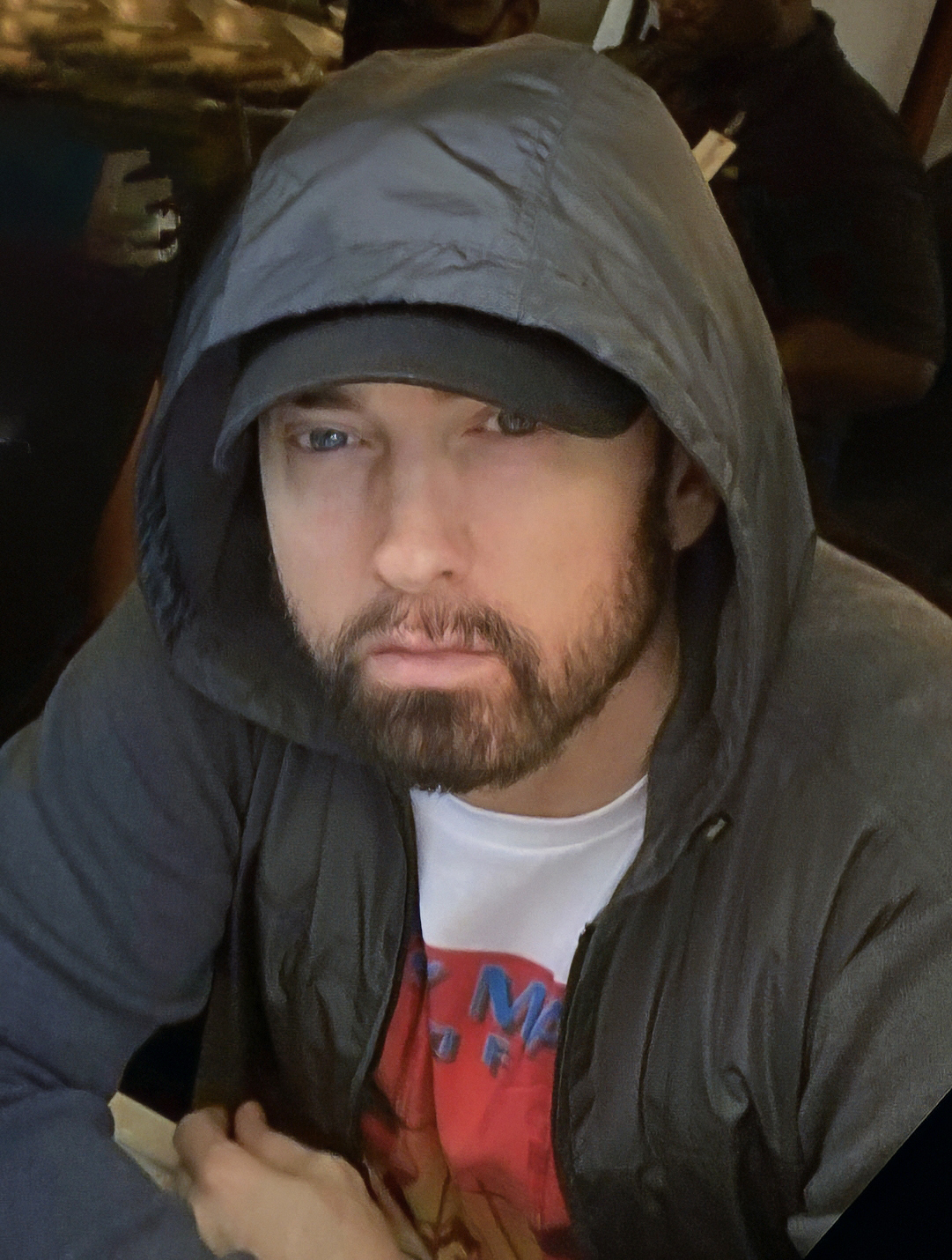
Eminem, vincitore nel 2009, 2010 e 2024.

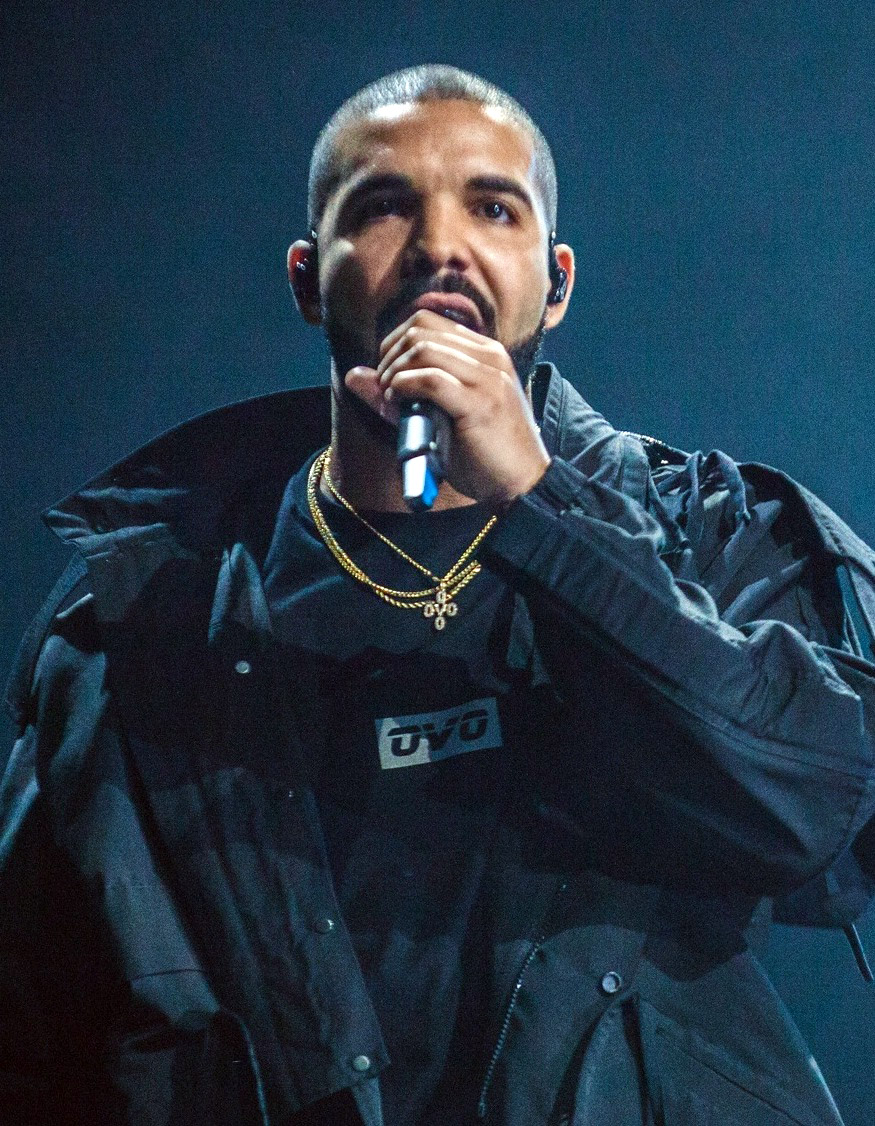
Drake, vincitore nel 2012, 2014 e 2016.

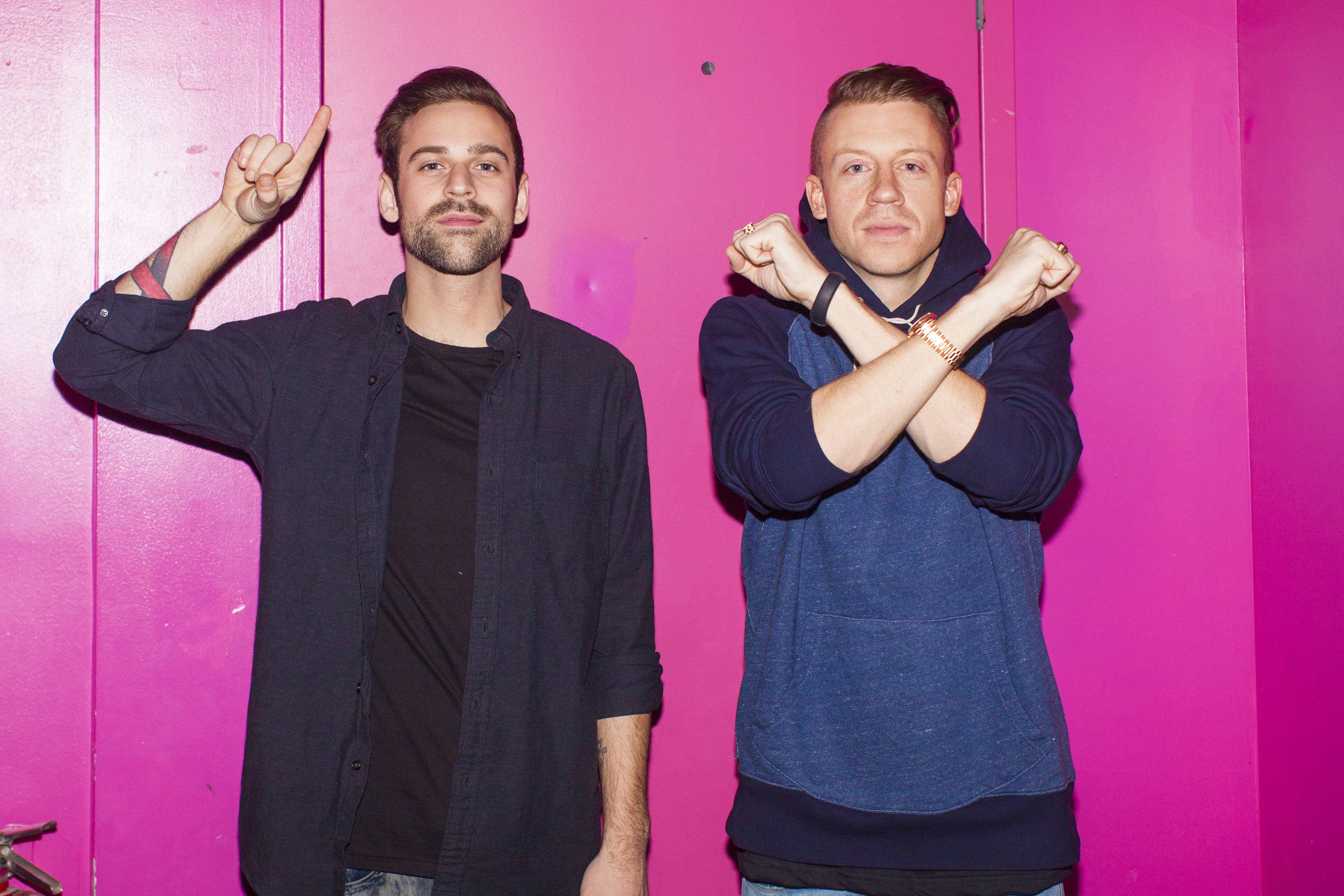
Macklemore e Ryan Lewis, vincitori nel 2013.

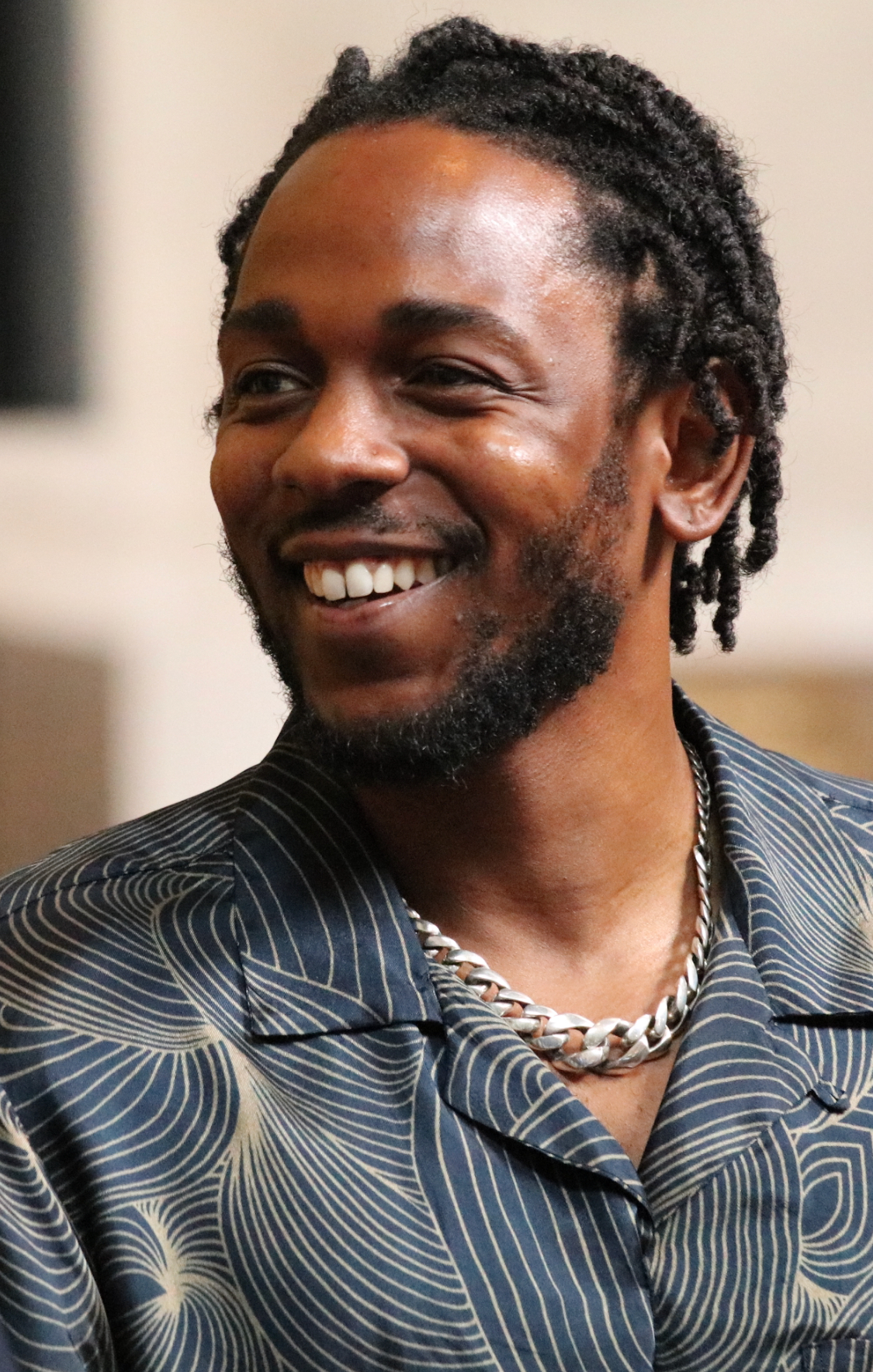
Kendrick Lamar, vincitore nel 2017.

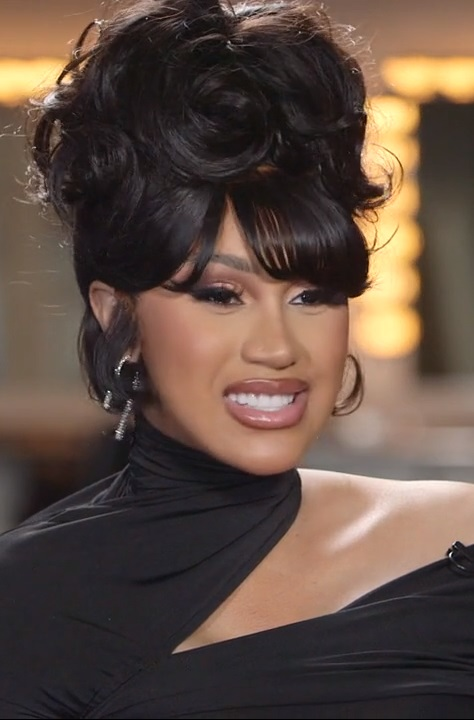
Cardi B, vincitrice nel 2019.

  - B.o.B ft. Hayley Williams - Airplanes
  - Drake ft. Kanye West, Lil Wayne and Eminem - Forever
  - Jay-Z ft. Swizz Beatz - On to the Next One
  - Kid Cudi ft. MGMT and Ratatat - Pursuit of Happiness
- 2011
  - Nicki Minaj - Super Bass
  - Chris Brown ft. Lil Wayne e Busta Rhymes - Look at Me Now
  - Lupe Fiasco - The Show Goes On
  - Lil Wayne ft. Cory Gunz - 6 Foot 7 Foot
  - Kanye West ft. Rihanna e Kid Cudi - All of the Lights
- 2012
  - Drake ft. Lil Wayne - HYFR (Hell Ya Fucking Right)
  - Childish Gambino - Heartbeat
  - Jay-Z & Kanye West - Paris
  - Nicki Minaj ft. 2 Chainz - Beez in the Trap
  - Kanye West ft. Pusha T, Big Sean e 2 Chainz - Mercy
- 2013[1]
  - Macklemore ft. Ryan Lewis e Ray Dalton - Can't Hold Us
  - Kendrick Lamar - Swimming Pools (Drank)
  - Drake - Started from the Bottom
  - A$AP Rocky ft. Drake, 2 Chainz e Kendrick Lamar - F**ckin' Problems
  - J. Cole ft. Miguel) - Power Trip
- 2014[2]
  - Drake ft. Majid Jordan - Hold On, We're Going Home
  - Eminem - Berzerk
  - Childish Gambino - 3005
  - Kanye West  - Black Skinhead
  - Wiz Khalifa - We Dem Boyz
- 2015[3]
  - Nicki Minaj - Anaconda
  - Big Sean ft. E-40 - I Don't Fuck with You
  - Fetty Wap - Trap Queen
  - Kendrick Lamar - Alright
  - Wiz Khalifa ft. Charlie Puth - See You Again
- 2016[4]
  - Drake - Hotline Bling
  - 2 Chainz - Watch Out
  - Chance the Rapper (featuring Saba) - Angels
  - Desiigner - Panda
  - Bryson Tiller - Don't
- 2017[5]
  - Kendrick Lamar - Humble.
  - Big Sean - Bounce Back
  - Chance the Rapper - Same Drugs
  - DJ Khaled (featuring Justin Bieber, Quavo, Chance the Rapper e Lil Wayne) - I'm the One
  - DRAM (featuring Lil Yachty) - Broccoli
  - Migos (featuring Lil Uzi Vert) - Bad and Boujee
- 2018[6]
  - Nicki Minaj - Chun-Li
  - Cardi B (featuring 21 Savage) - Bartier Cardi
  - The Carters - Apeshit
  - Drake - God's Plan
  - J. Cole - ATM
  - Migos (featuring Drake) - Walk It Talk It
- 2019[7][8]
  - Cardi B - Money
  - 2 Chainz (featuring Ariana Grande) - Rule the World
  - 21 Savage (featuring J. Cole) - A Lot
  - DJ Khaled (featuring Nipsey Hussle e John Legend) - Higher
  - Lil Nas X (featuring Billy Ray Cyrus) - Old Town Road (Remix)
  - Travis Scott (featuring Drake) - Sicko Mode

### Anni 2020
- 2020[9]
  - Megan Thee Stallion - Savage
  - DaBaby - Bop

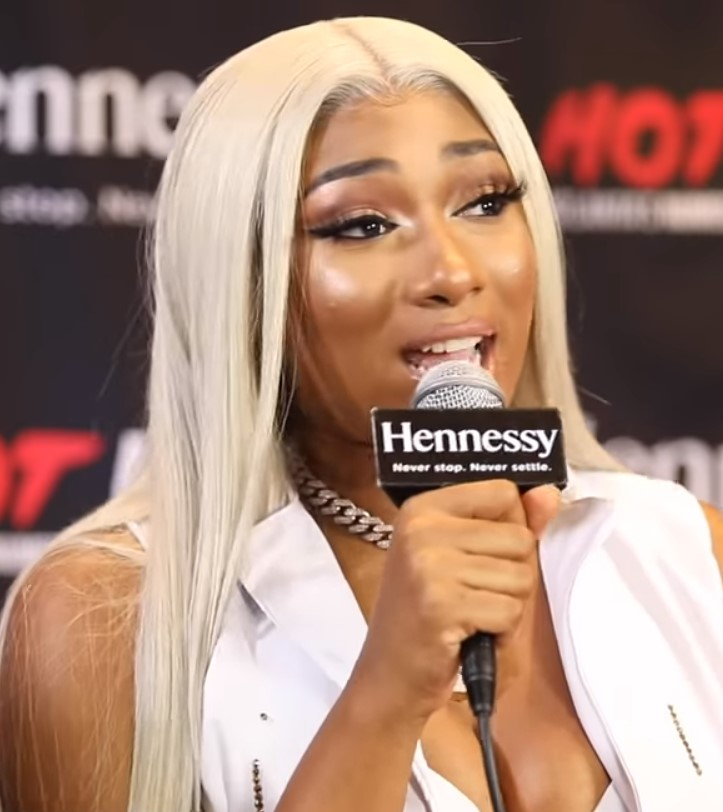
Megan Thee Stallion, vincitrice nel 2020.

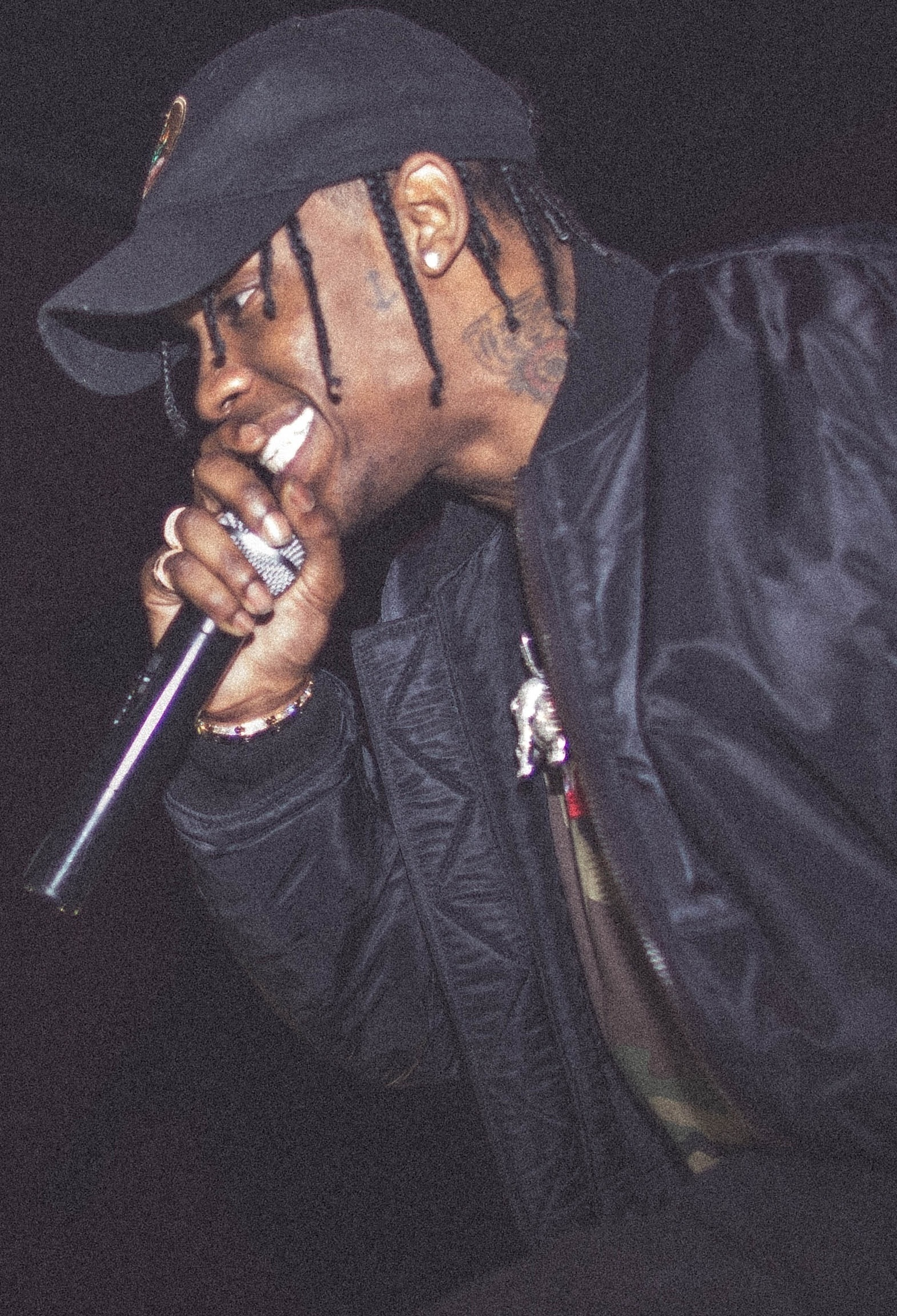
Travis Scott, vincitore nel 2021.

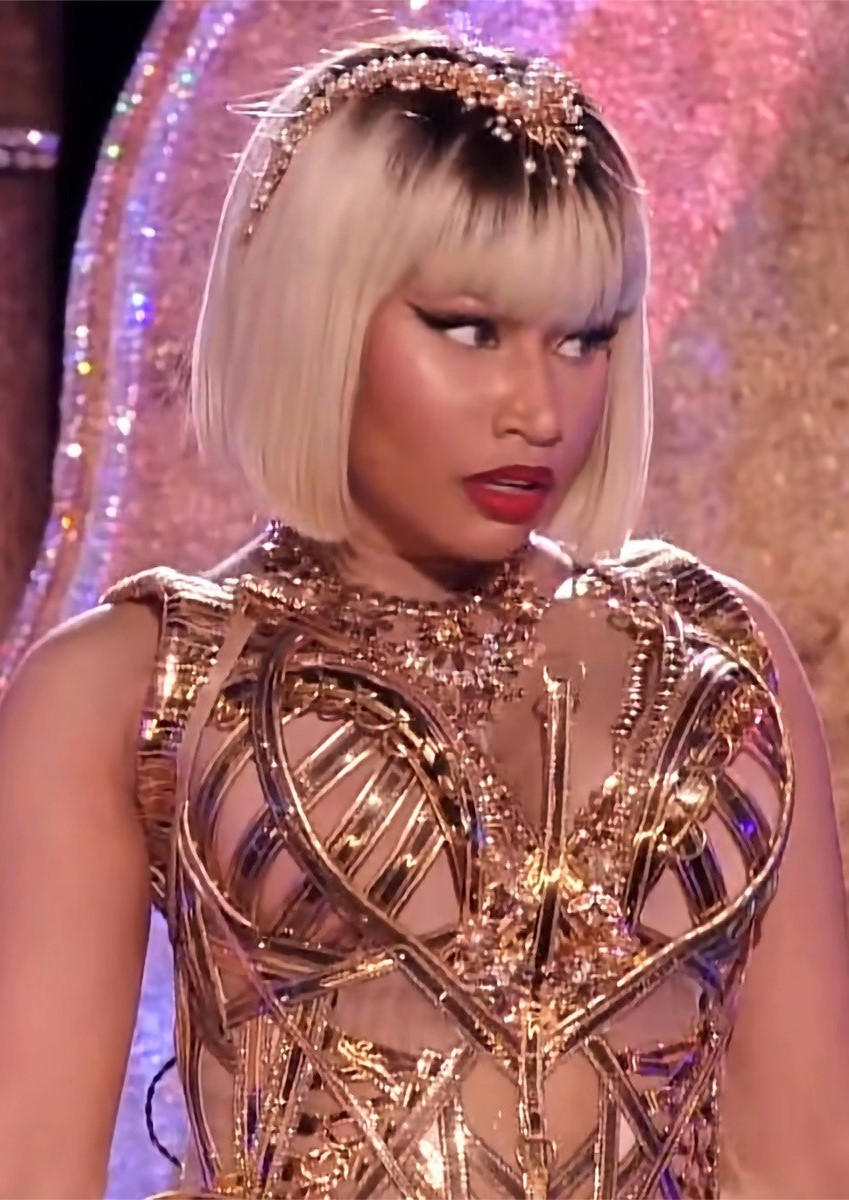
Nicki Minaj, vincitrice nel 2011, 2015, 2018, 2022 e 2023, per un record di 5 volte.

  - Eminem (featuring Juice Wrld) - Godzilla
  - Future (featuring Drake) - Life Is Good
  - Roddy Ricch - The Box
  - Travis Scott - Highest in the Room
- 2021[10]
  - Travis Scott (featuring Young Thug & M.I.A.) - Franchise
  - Cardi B (featuring Megan Thee Stallion) - WAP
  - Drake (featuring Lil Durk) - Laugh Now Cry Later
  - Lil Baby e Megan Thee Stallion - On Me (Remix)
  - Polo G - Rapstar
- 2022[11]
  - Nicki Minaj (featuring Lil Baby) - Do We Have a Problem?
  - Eminem e Snoop Dogg – From the D 2 the LBC
  - Future (featuring Drake & Tems) – Wait for U
  - Kendrick Lamar – N95
  - Latto – Big Energy
  - Pusha T – Diet Coke
- 2023[12]
  - Nicki Minaj - Super Freaky Girl
  - Diddy (featuring Bryson Tiller, Ashanti e Young Miami) – Gotta Move On
  - DJ Khaled (featuring Drake e Lil Baby) – Staying Alive
  - GloRilla e Cardi B – Tomorrow 2
  - Lil Uzi Vert – Just Wanna Rock
  - Lil Wayne (featuring Swizz Beatz e DMX) – Kant Nobody
  - Metro Boomin (featuring Future) – Superhero (Heroes & Villains)
- 2024[13][14]
  - Eminem – Houdini
  - Drake featuring Sexyy Red e SZA – Rich Baby Daddy
  - GloRilla – Yeah Glo!
  - Gunna – FukUMean
  - Megan Thee Stallion – Boa
  - Travis Scott featuring Playboi Carti – Fe!n

## Statistiche e record

### Artisti con il maggior numero di vittore
- 5 vittorie
  - Nicki Minaj
- 3 vittore
  - Drake
  - Eminem
- 2 vittore
  - Outkast
  - Lil Wayne
  - Missy Elliott

### Artisti con il maggior numero di candidature

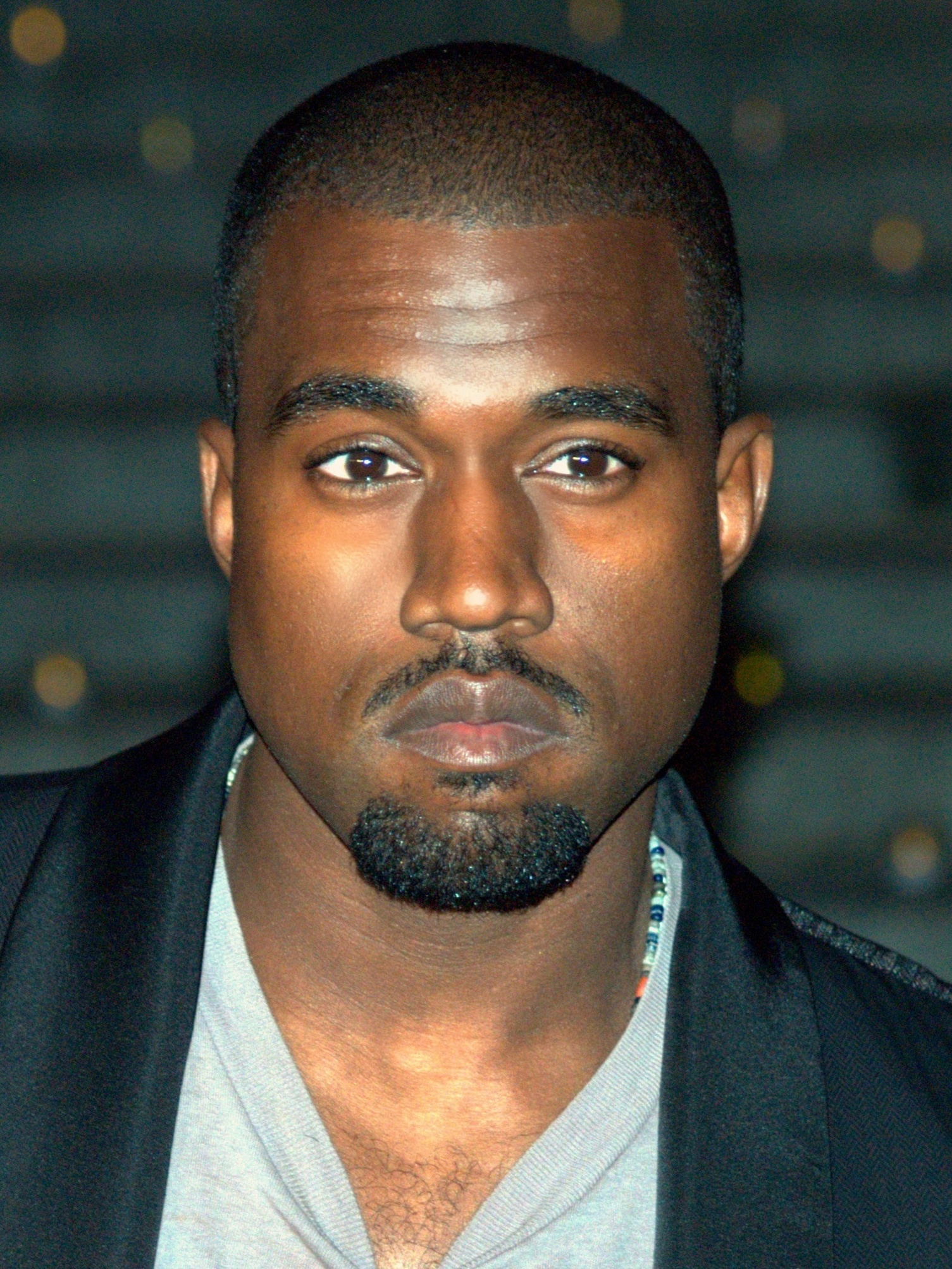
Kanye West ha ricevuto 10 candidature.

- 14 candidature
  - Drake
- 10 candidature
  - Kanye West
- 7 candidature
  - Eminem
  - Lil Wayne
- 6 candidature
  - Nicki Minaj

- 5 candidature
  - 2 Chainz
  - Kendrick Lamar